# Bibliothèque nationale de Lettonie
La Bibliothèque nationale de Lettonie (en letton : Latvijas Nacionālā bibliotēka, LNB), est la principale bibliothèque de Lettonie qui détient le dépôt légal dans le pays. Elle possède 4,5 millions de livres et documents associés dans 50 langues différentes. 

## Histoire
La Bibliothèque nationale de Lettonie a été créé en 1919, peu après l'avènement de la première république, proclamé en 1918. Elle est alors dispersée entre plusieurs bâtiments, avant de voir ses collections volées et détruites par les troupes allemandes et soviétiques. Ses fonds sont reconstitués après guerre, et elle emménage en 1956 dans les locaux qui seront les siens jusqu'en 2014.
La bibliothèque a porté le nom de Vilis Lācis de 1966 à 1989.

## Architecture
En 2008, le projet de construction d'un nouveau bâtiment pour accueillir la bibliothèque nationale est lancé, après plusieurs décennies de tergiversations (des idées projets ayant été lancés en 1928, 1974 et 1988), le nouveau bâtiment devant être terminé en mai 2014, année où Riga est capitale européenne de la culture. Son architecte est Gunnar Birkerts. 
Situé  au 2, Uzvaras bulvāris , le nouveau bâtiment a une hauteur de 68,3 mètres, une longueur de 170 mètres et une largeur de 44 mètres.

## Galerie

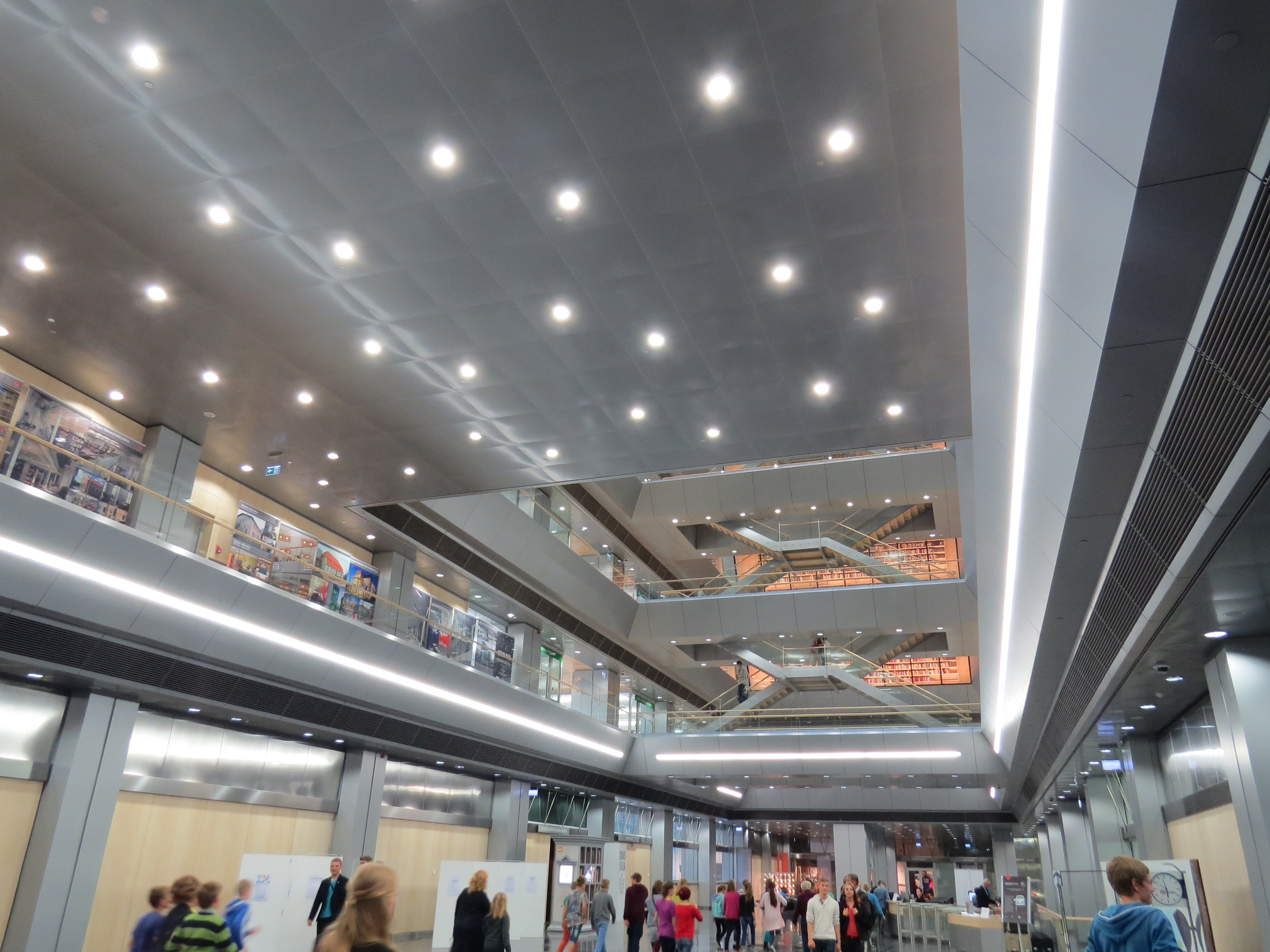
Le rez-de-chaussée.
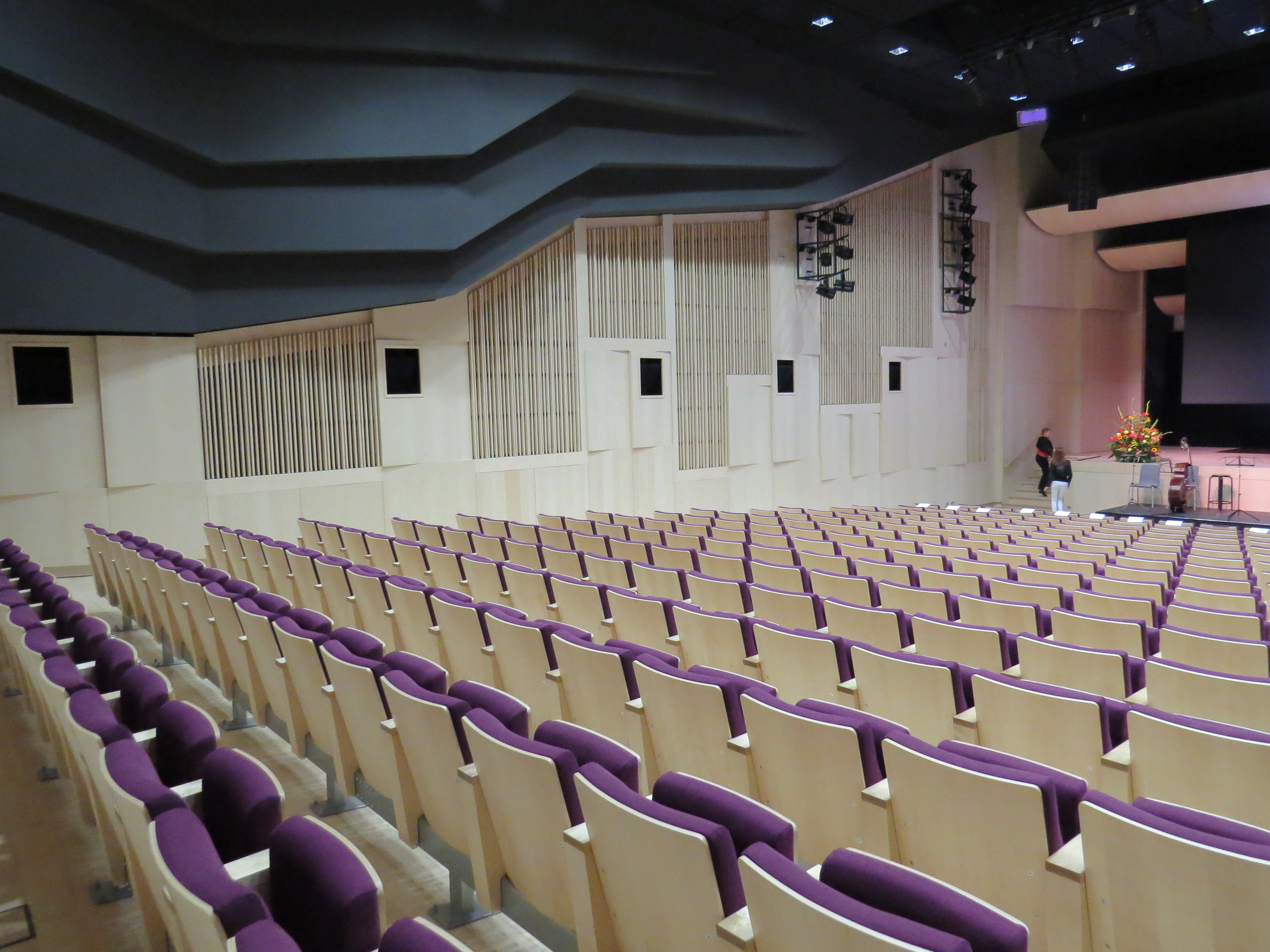
La salle de concert.
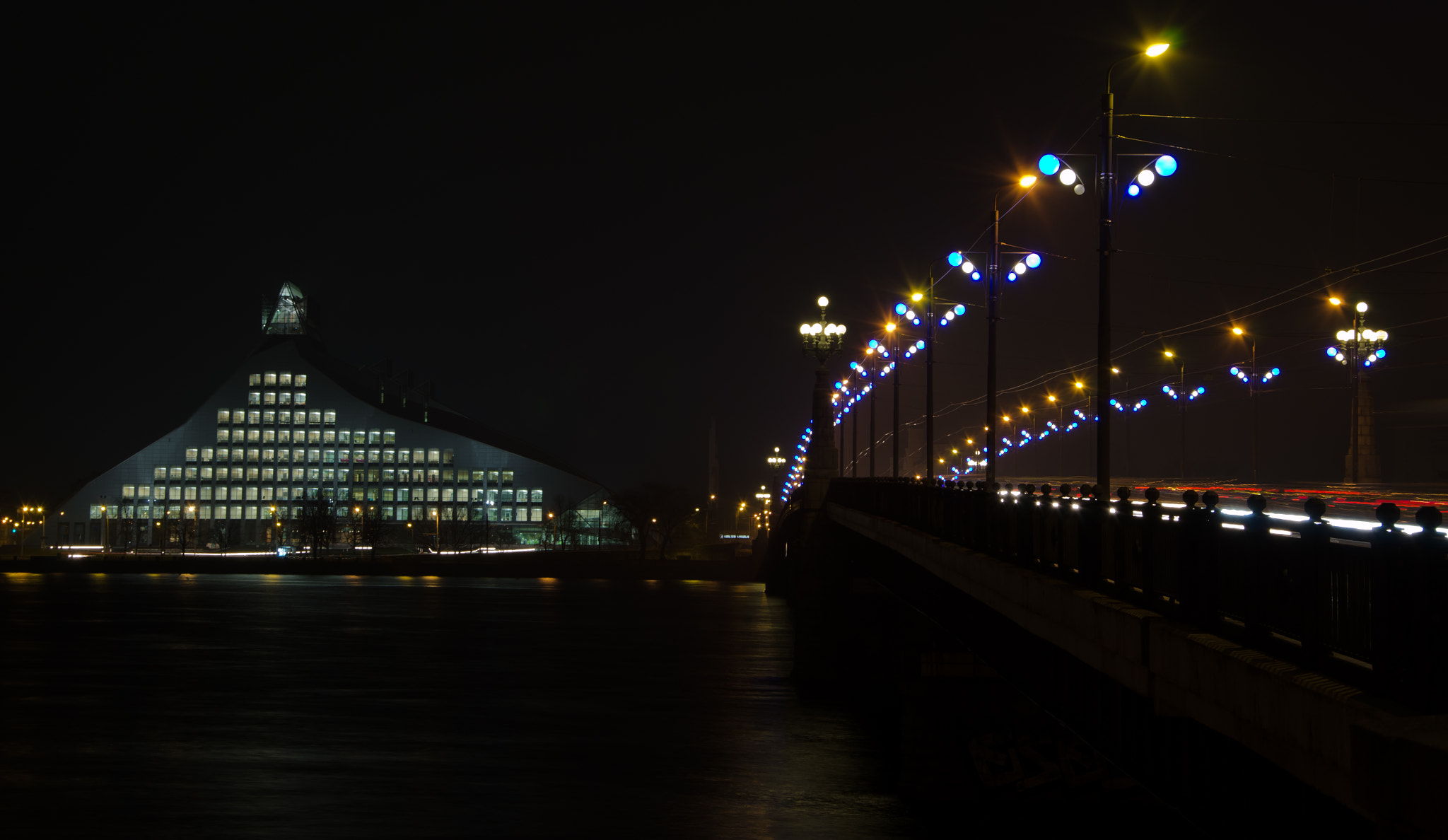
La bibliothèque de nuit.